# Nikolaus von Schönberg
Nikolaus von Schönberg OP (11 d'agost de 1472, Saxònia - † 7 de setembre de 1537, Roma) fou un cardenal i arquebisbe de Càpua dominic.
El seu magisteri fou un dels més fructífers del seu temps. L'1 de novembre de 1536 escrigué des de roma a Nicolau Copèrnic i li demanà una còpia dels seus escrits «al més aviat possible». Assignat a la Basílica Crescentiana di San Sisto, estigué pres a Sant Pau Extramurs, a Roma, on morí el 7 de setembre de 1537, i fou sepultat a Santa Maria sopra Minerva.